# مردم بومی آفریقا

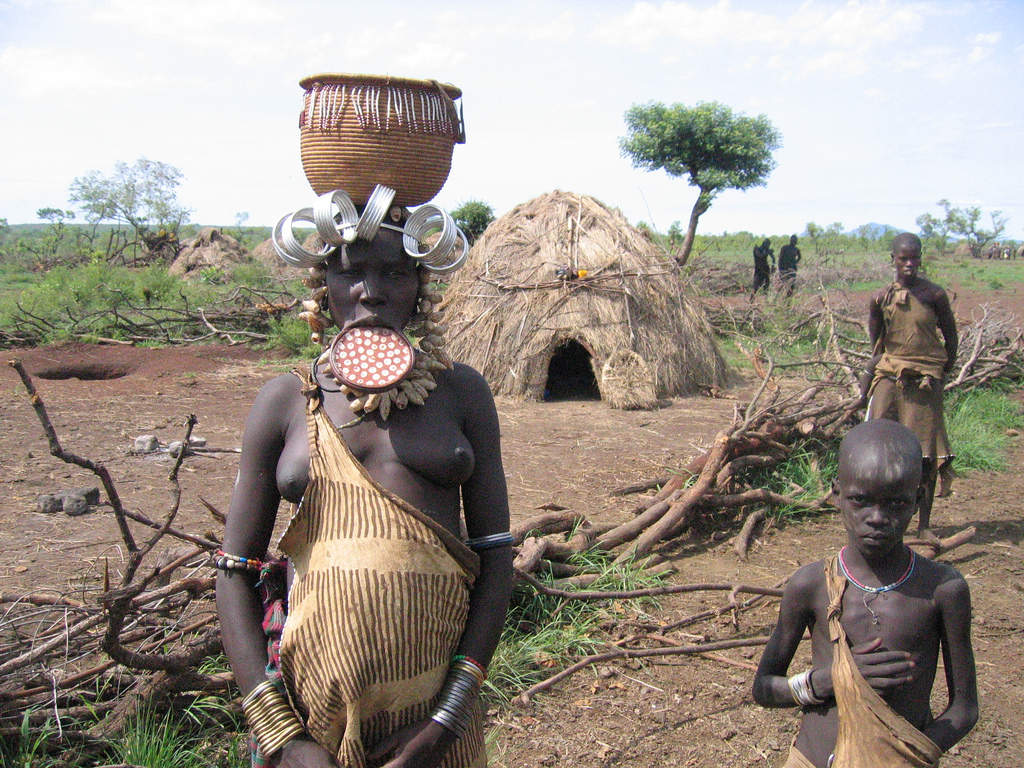
مردم مرسی اتیوپی

مردم بومی آفریقا یا ساکنان بومی قاره آفریقا پیش از ورود مهاجران، در مناطق آفریقا ساکن بوده‌اند. این تعریف برای همه گروه‌های بومی چه در درون و چه در بیرون از آفریقا صدق می‌کند. اگرچه بیشتر مردم آفریقا را می‌توان «بومی» درنظر گرفت (به این‌ معنا که خاستگاه آنها قاره آفریقا است؛ مانند هوموساپینس‌ها) ولی همه گروه‌های قومی آفریقایی این گونه معرفی شدن را نمی‌پذیرند. گروه‌ها و جوامعی که مدعی این نوع از شناخت هستند، کسانی هستند که به دلیل شرایط مختلف تاریخی و محیطی خارج از سیستم‌های دولتی قرار گرفته‌اند و شیوه‌های سنتی و ادعای زمین برای آن‌ها اغلب با اهداف و سیاست‌های اعلام شده از سوی دولت‌ها، شرکت‌ها و جوامع استعماری در نابرابری بوده است.
یکی از گروه‌های بومی شناخته شده در آفریقا، سان (یا بوشمن‌ها) در جنوب آفریقا هستند که به‌طور سنتی به شکار و گردآوری گیاهان می‌پرداختند. این گروه از جمله قدیمی‌ترین ساکنان قاره آفریقا هستند که سبک زندگی سنتی و فرهنگ خود را حفظ کرده‌اند. هرچند ورود استعمارگران و دولت‌های مدرن به این مناطق، منجر به تضعیف بسیاری از جوامع بومی و تغییرات اساسی در زندگی آن‌ها شده است.
ماساها نیز یکی دیگر از گروه‌های بومی آفریقا هستند که در شرق آفریقا، به ویژه کنیا و تانزانیا، ساکنند. آن‌ها به دلیل فرهنگ منحصر به فرد و شیوه‌های زندگی مبتنی بر دامپروری شناخته شده‌اند. جوامع ماسایی با چالش‌های بسیاری مانند تصرف زمین‌هایشان برای پروژه‌های توسعه‌ای و مناطق حفاظت شده روبرو بوده‌اند، که این موضوع منجر به تضادهای فرهنگی و معیشتی جدی شده است.
پگمی‌ها، ساکنان جنگل‌های بارانی آفریقای مرکزی، نیز یکی دیگر از جوامع بومی مهم قاره آفریقا هستند. این گروه به دلیل قد کوتاه و شیوه زندگی مبتنی بر جنگل، شهرت دارند. با این حال، ورود صنعت چوب و تغییرات آب و هوایی، زندگی پگمی‌ها را به‌طور جدی تحت تأثیر قرار داده و آن‌ها را با تهدیدهای زیست‌محیطی و معیشتی مواجه کرده است.
بسیاری از جوامع بومی آفریقا نیز با مشکلات مشابهی در سایر مناطق قاره مواجه هستند. آن‌ها اغلب با فقدان حقوق زمین و مالکیت مواجه هستند و در مقابل توسعه‌ اقتصادی و صنعتی که از سوی دولت‌ها و شرکت‌ها تحمیل می‌شود، آسیب‌پذیرند. این موضوع باعث شده تا بومیان آفریقا، به عنوان یکی از مهم‌ترین گروه‌های اجتماعی که نیاز به حمایت و حفاظت دارند، شناخته شوند.
با این حال، جنبش‌هایی در سطح جهانی و محلی برای دفاع از حقوق مردم بومی در حال رشد است. این جنبش‌ها سعی دارند تا حقوق زمین، فرهنگ، و سبک زندگی بومیان را حفظ و تقویت کنند. آن‌ها همچنین تلاش می‌کنند تا صدای بومیان در فرآیندهای تصمیم‌گیری سیاسی و اقتصادی شنیده شود.
حقوق بومیان شامل حق به اراضی سنتی، حفظ فرهنگ و زبان، و دسترسی به منابع طبیعی است. بسیاری از سازمان‌های بین‌المللی مانند سازمان ملل متحد و سازمان بین‌المللی کار به حمایت از این حقوق می‌پردازند. از سوی دیگر، جوامع بومی خود نیز با برپایی تجمعات و استفاده از رسانه‌ها به بیان مطالبات و دفاع از حقوق خود می‌پردازند.
در نهایت، حفظ و حمایت از مردم بومی آفریقا نه تنها از لحاظ حقوق بشر بلکه از لحاظ حفظ تنوع فرهنگی و زیستی جهانی حائز اهمیت است. با توجه به چالش‌های پیش‌روی این جوامع، تلاش‌های بیشتری باید برای حمایت و توانمندسازی آن‌ها صورت گیرد تا بتوانند به حفظ هویت و فرهنگ غنی خود ادامه دهند و به عنوان یکی از ارکان مهم و ارزشمند تنوع فرهنگی جهان شناخته شوند.

## نگاهی به معروف‌ترین قبایل آفریقا
در زیر فهرستی از مشهورترین قبایل آفریقا ارائه شده است.

### قبیله زولو
بومیان زولو خود را «اهل بهشت» می‌دانند. افراد این قبیله لباس‌های غیررسمی می‌پوشند. اهالی قبیله زولو در مقایسه با سایر قبایل، دارای دیدگاه و سبک زندگی مدرن هستند. با این حال در مواقع خاص، آنها از لباس‌های سنتی استقبال می‌کنند و لباس‌هایی می‌پوشند که نشان‌دهنده سنت آنهاست.

## تاریخچه
تاریخ مردمان بومی آفریقا هزاران ساله است، و شامل انواع پیچیده‌ای از فرهنگ‌ها، زبان‌ها و نظام‌های سیاسی است. فرهنگ‌جهانی بومی آفریقا، از زمان‌های باستان وجود داشته‌اند. برخی از اولین شواهد زندگی انسان در این قاره، از ابزارهای سنگی و هنر صخره‌ای به قدمت صدها هزار سال می‌رسد. کهن‌ترین سوابق نوشتاری تاریخ آفریقا از متون مصر باستان و نوبی است که به حدود ۳۰۰۰ سال پیش از میلاد برمی‌گردد. این متون بینشی دربارهٔ جوامع آن زمان از جمله باورهای مذهبی، نظام‌های سیاسی و شبکه‌های تجاری ارائه می‌دهند. در قرن‌های بعد، تمدن‌های گوناگون آفریقاییِ دیگر مانند پادشاهی کوش در شمال سودان و امپراتوری‌های قدرتمند غنا، مالی و سونگهای در غرب آفریقا مطرح شدند. در اواخر قرن پانزدهم، زمانی که استعمار اروپا آغاز شد، منجر به بردگی میلیون‌ها آفریقایی و آواره شدن بسیاری از فرهنگ‌های بومی شد. استعمار کشورهای استعمارگر مانند فرانسه و انگلیس، بومی‌گری میلیون‌ها آفریقایی را تحت‌تاثیر قرار داد. از زمان پایان جنگ جهانی دوم، فرهنگ‌های بومی آفریقا در یک نوسان همیشگی به سر می‌برند و برای حفظ هویت خود در برابر غرب‌گرایی و جهانی‌شدن تلاش می‌کنند. در سال‌های اخیر، علاقه دوباره به فرهنگ‌های سنتی افزایش یافته است و بسیاری از کشورهای آفریقایی اقداماتی را برای حفظ و ترویج میراث فرهنگی و بومی خود انجام داده‌اند.

## مردمان بومی معاصر آفریقا

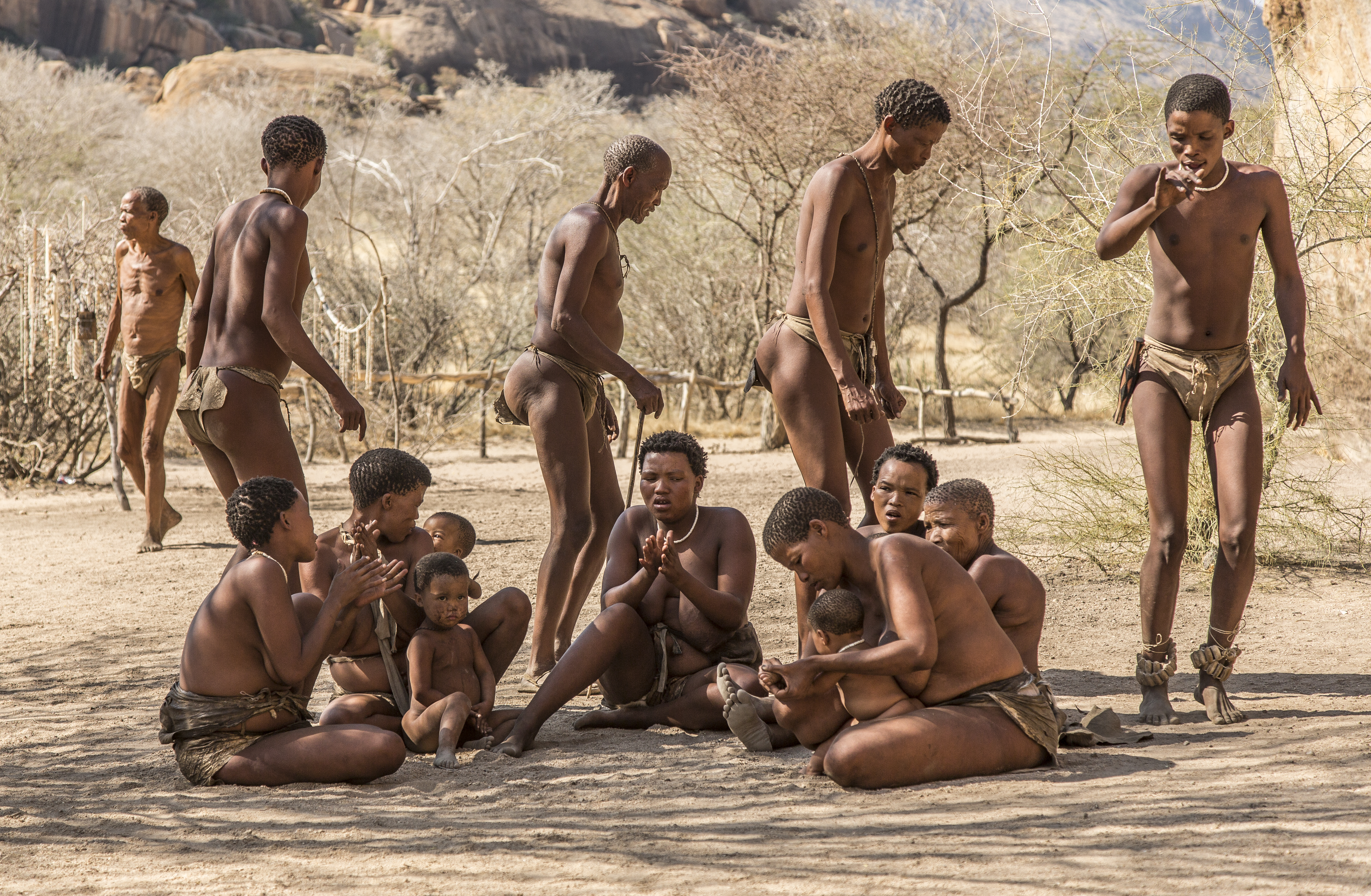
مردم سن در نامیبیا

در دوره پسا استعماری، مفهوم مردم بومی مخصوصاً در قاره آفریقا پذیرش گسترده‌تری پیدا کرده است. گروه‌های قومی بسیار گوناگون و متعدد که اکثر دولت‌های نوین و مستقل آفریقایی را تشکیل می‌دهند، شامل مردمان مختلفی هستند که موقعیت، فرهنگ‌ها و شیوه‌های زندگی گله‌داری یا شکارچی عموماً به حاشیه رانده شده و از ساختارهای سیاسی و اقتصادی غالب ملت‌ها جدا شده‌اند. از اواخر قرن بیستم، مردم به‌طور فزاینده‌ای به دنبال به رسمیت شناختن حقوق خود به عنوان مردم بومی، در هر دو زمینه ملی و بین‌المللی بوده‌اند.
- حاشیه‌سازی سیاسی و اقتصادی که ریشه در استعمار دارد.
- تبعیض بر پایهٔ تسلط مردم کشاورز در سامانه‌های دولتی (مانند دسترسی نداشتن شکارچیان و دامداران به آموزش و مراقبت‌های بهداشتی).
- ویژگی‌های فرهنگ، هویت، اقتصاد و قلمرویی که شکار و گله‌داری مردم را به محیط خانه‌شان در بیابان‌ها و جنگل‌ها پیوند می‌دهد (مانند کوچ‌نشینی، رژیم غذایی، سیستم‌های دانش).
- برخی مردمان بومی در بعضی ویژگی‌های فیزیکی مانند قوم و سن متمایز هستند، که آن‌ها را در معرض شکل‌های خاصی از تبعیض قرار می‌دهد.

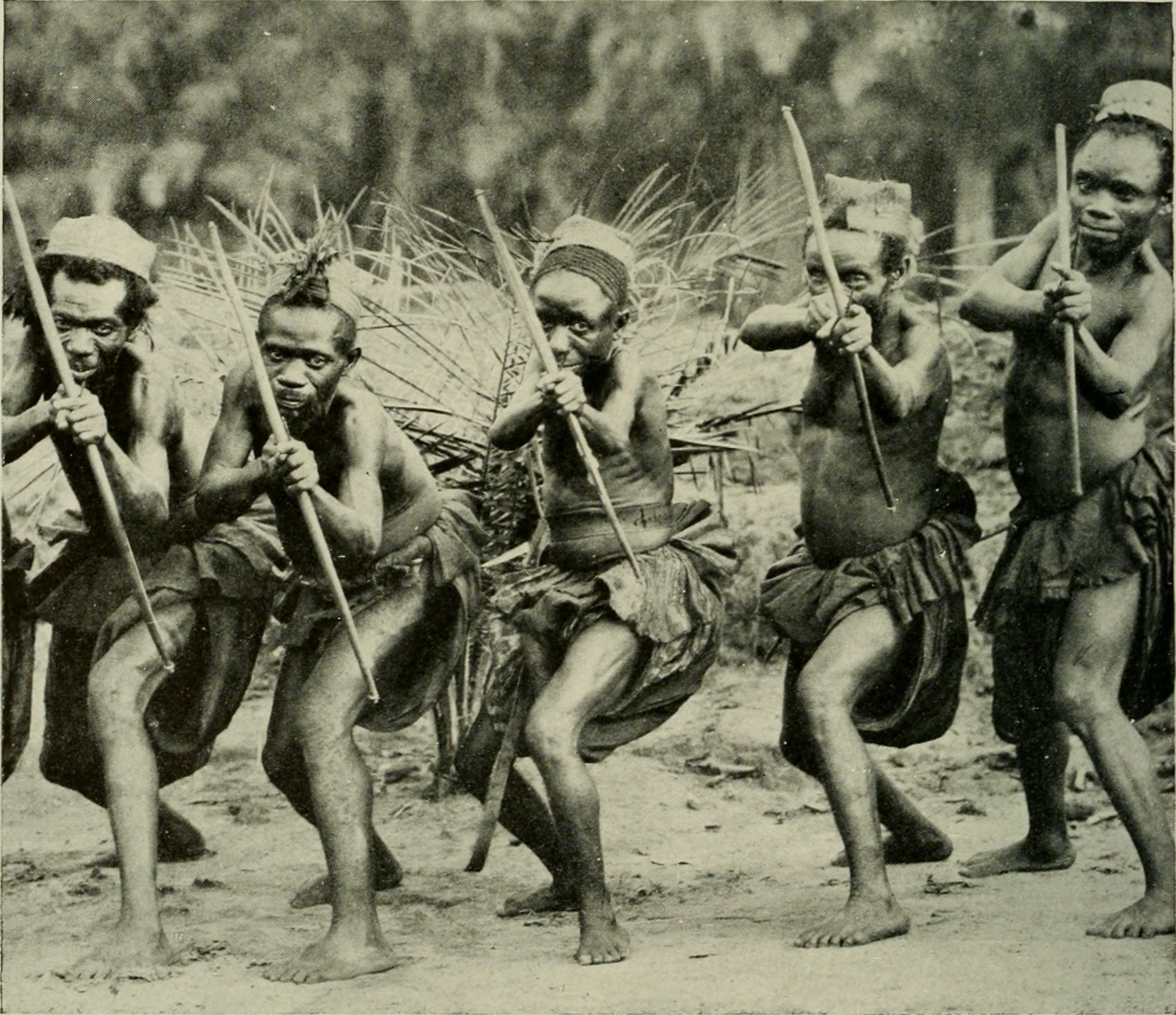
پیگمه‌های آفریقایی در شمال شرقی کنگو، با تیر و کمان (حدود ۱۹۱۵)

با توجه به نگرانی‌هایی مبنی بر اینکه شناسایی برخی گروه‌ها و صرف‌نظر از گروه‌های دیگر به عنوان بومی، به خودی خود تبعیض‌آمیز است، IPACC بیان می‌کند که:
- «به رسمیت می‌شناسد که همه آفریقایی‌ها باید از حقوق و احترام برابر برخوردار باشند. تنوع در آفریقا باید مورد توجه قرار گیرد. این گونه نیست که دیگر آفریقایی‌ها را از جایگاهشان نادیده بگیریم، بلکه تأکید می‌کنیم که شکارچیان و مردمان گله‌دار برای اطمینان از بقا، باید شناسایی شوند.»

در سطح جهانی، بررسی حقوق و نگرانی‌های بومیان از سوی یک کمیسیون فرعی که زیر نظر کمیسیون آفریقایی حقوق بشر و مردم (ACHPR) دنبال می‌شود که با حمایت اتحادیه آفریقا تشکیل شده است. در اواخر سال ۲۰۰۳، ۵۳ کشور امضاء کننده ACHPR گزارش گروه کاری کمیسیون آفریقا دربارهٔ جمعیت و جوامع بومی و توصیه‌نامه‌های آن را تصویب کردند. این گزارش در بخشی از متن خود (ص. ۶۲) می‌گوید:
- «... برخی از گروه‌های حاشیه‌نشین به‌دلیل فرهنگ خاص، شیوه تولید و جایگاهِ به حاشیه رانده‌شده‌شان درون دولت، به شیوه‌های خاصی مورد تبعیض قرار می‌گیرند؛ نوعی تبعیض که دیگر گروه‌های درون دولت‌ها از آن رنج نمی‌برند…»

تصویب این گزارش امضاءکنندگان را با مفاهیم و اهداف پیشبرد هویت و حقوق مردمان بومی آفریقا همراه کرد. با این حال، میزان بسیج دولت‌ها برای اجرای این سفارش‌ها بسیار متفاوت است. بیشتر گروه‌های بومی برای بهبود در زمینه‌های حقوق زمین، بهره‌گیری از منابع طبیعی، حفاظت از محیط زیست و فرهنگ، به رسمیت شناختن سیاسی و رهایی از تبعیض همچنان به مبارزه ادامه می‌دهند.
در ۳۰ دسامبر ۲۰۱۰، جمهوری کنگو قانونی را برای ترویج و پشتیبانی از حقوق مردمان بومی تصویب کرد. این قانون در آفریقا، در نوع خود اولین است و تصویب آن یک تحول تاریخی برای مردمان بومی این قاره به‌شمار می‌آید.

## پیوند به خارج
- Indigenous Knowledge in Africa - UNEP Study بایگانی‌شده  در ۲۰۰۷-۰۸-۱۵ توسط کتابخانه کنگره بایگانی‌های اینترنت
- Indigenous Peoples of Africa Co-ordinating Committee (IPACC)
- Iwgia.org